# Stazione di Borgone
La stazione di Borgone è una stazione ferroviaria posta sulla linea del Frejus, a servizio del comune di Borgone Susa.

## Storia
Il 26 novembre 1920 venne attivato l'esercizio a trazione elettrica a corrente alternata trifase; la stazione venne convertita alla corrente continua il 28 maggio 1961.